# Drabet på Roujan Ismaeel
Drabet på Roujan Ismaeel var et drab, som fandt sted den 13. juni 1995 på Nørrebro i København. Den syvårige Roujan Isameel blev voldtaget og udsat for seksuel mishandling inden hun blev dræbt. I 2024, 29 år efter drabet, kunne politiet fortælle, at de ved hjælp af en ny type gennemgribende DNA-analyse havde fået et gennembrud i sagen. Den formodede gerningsmand døde i 2012, og på daværende tidspunkt var han anbragt for en anden forbrydelse. Ismaeel-sagen anses for opklaret og blev derfor lukket af politiet.

## Baggrund
Roujan Ismaeel var kurdisk flygtning fra Iran. Hun kom til Danmark i 1989 og talte flydende dansk. Familien Ismaeel, bestående af en søn og datteren Roujan samt deres iranske forældre, boede i en lejlighed på Mimersgade på Nørrebro i København. Børnene gik på den lokale skole og i fritidshjemmet. Hjemmet var på trods af religionsforskellen, i høj grad præget af dansk kunst og kultur.

### Drabet
Sidst på eftermiddagen den 13. juni 1995 legede Roujan Ismaeel i baggården til sit hjem på Mimersgade. Omkring klokken 17.30 så en mandlig beboer hende cykle rundt på sin trehjulede cykel i området omkring sit hjem på Mimersgade. Kort tid efter opdagede hendes mor, at hun ikke længere var på legepladsen, hvor hun skulle være. Forældrene igangsatte derfor en eftersøgning efter deres forsvundne datter. En beboer på Rådmandsgade 10 – ikke langt fra Roujans hjem på Mimersgade 31 – opdagede hendes lig klokken 19.20, da han åbnede sit vindue for at lufte ud. Nedenfor lå liget i en lyskasse i baggården. Hun havde været udsat for voldtægt og andre seksuelle overgreb inden hun blev slået ihjel med adskillige slag fra et stumpt instrument. Liget lå på ryggen på en sort plasticsæk, mens benklæderne var trukket ned. Hun havde stadig trusser på, men maven var blottet, fordi hendes farvede striktrøje var trukket op. I sækken, som var fyldt med blod, fandt man også hendes sorte laksko. Affaldssækken stammede fra Dragør Kommune og må have været en, som drabsmanden selv har medbragt til gerningsstedet. I opgangen på Rådmandsgade 14 fandt politiets teknikere blodspor. Teorien er derfor at hun blev lokket ind i opgangen af sin drabsmand – muligvis med slik, da hun blev fundet med et stykke tyggegummi i munden. I opgangen voldtog, mishandlede og myrdede drabsmanden hende, hvorefter han lagde hende i sækken og bar hende ind i porten mellem nummer 10 og nummer 12, hvor han smed liget i lyskassen.
Kriminalinspektør Kurt Jensen fra drabsafdelingen hos Københavns Politi udtalte sig til pressen dagen efter drabet; "Det er det groveste, jeg har set i min tid i drabsafdelingen." Obduktionen viste, at hun havde 10 store sår i kraniet – muligvis havde gerningsmanden slået hende med en hammer. Samtidig havde hun tre stiksår i ryggen, lavet med et redskab, som det ikke er lykkedes politiet at finde. Det er ikke opklaret, om det var en skruetrækker, en kniv eller om gerningsvåbnet var et sjældent stykke værktøj. Flere vidner så gerningsmanden, som blev beskrevet som dansk af udseende, 185-187 cm høj og slank. Han havde blond, halvlangt, glat hår og et formentlig mørkere overskæg – og så var han iført lyst eller beigefarvet tøj. En udenlandsk kvinde så omkring drabstidspunktet en mand slå og sparke løs på et skrigende barn i opgangen ved siden af porten til den baggård, hvor Roujan blev fundet. Et andet vidne så den formodede drabsmand løbe mod Nørrebrogade ad Allersgade, der ligger tæt på drabsstedet. Manden havde blod på højre hånd og underarm, og signalementet svarer til den mand, som den udenlandske kvinde så i opgangen i Rådmandsgade. Vidnet i Allersgade tilføjede, at manden virkede lettere beruset og var en hærget "alkoholikertype".
Lørdag den 24. juni 1995 blev Roujan Ismaeel begravet på den islamiske kirkegård på Vesterbro. I 2003 fortalte Roujans far, Rezgar Ismaeel, at han led af psykiske problemer på grund af drabet på sin datter, og mente, at han kun ville få det bedre, hvis gerningsmanden blev fundet.

### Sakse-overfaldet i 2000
I februar 2000 blev en 13-årig thailandsk pige overfaldet i en elevator på Lundtoftegade 11 på Nørrebro. Hun blev stukket i munden med en saks og slået, men hun strittede imod, og gerningsmanden endte med at stikke af. Sagen mindede på en del måder om det uopklarede drab på Roujan. En 39-årig mand blev anholdt og varetægtsfængslet for overfaldet. Den 39-årige var stofmisbruger, psykisk syg, og led af hallucinationer. Han var desuden blevet afhørt både i 1996 og i 1998 om drabet på Roujan efter tip fra misbrugere, som havde hørt ham sige, at han havde slået en lille pige ihjel. Hver gang blev sagen dog opgivet, fordi han forklarede, at det var stemmer, han hørte, og at han ikke havde gjort det. Vicekriminalinspektør Carsten Damsgaard oplyste, at den 39-årige var blevet afhørt tidligere i forbindelse med drabet, og hans fingeraftryk var blevet undersøgt. Intet førte dengang til bestyrket mistanke mod manden, men efter overfaldet på den 13-årige satte drabsafdelingen en ny undersøgelse i gang af manden. Den 20. december 2000 blev den nu 40-årige mand dømt til anbringelse i ubestemt tid på et psykiatrisk hospital for overfaldet på den 13-årige pige. Den 40-årige havde tidligere været straffet for berigelseskriminalitet og narkobesiddelse, men aldrig for sædelighedsforbrydelser. På grund af visse ligheder med Roujan Ismaeel-sagen fik overfaldet i Lundtoftegade en del opmærksomhed fra offentlighedens side.

### Opklaring
Den 6. juni 2024 kunne politiet fortælle, at de havde fundet en formodet gerningsmand ved hjælp af en ny type af gennemgribende DNA-analyse. Den formodede gerningsmand døde i 2012, mens han var anbragt for en anden forbrydelse. Hans anbringelse skyldtes et overfald begået mod en anden pige få år efter mordet på Roujan Ismaeel. Da den formodede gerningsmand var afdød, kunne der ikke føres en straffesag for mordet mod ham, og hans navn blev derfor ikke offentliggjort, men ifølge Ekstra Bladet var det manden, der blev dømt for sakse-overfaldet i 2000 (navnet blev offentliggjort i forbindelse med den sag). Den formodede gerningsmand havde længe været mistænkt for drabet, og blev allerede afhørt af politiet i årene lige efter det blev begået, men man havde på daværende tidspunkt ikke nok beviser til at rejse en sigtelse. Efter DNA-matchet betegnede politiet Ismaeel-sagen som opklaret og lukket.

## På tv
I efteråret 2002 viste TvDanmark serien Fornemmelse for mord, hvor den clairvoyante Steen Kofoed ved hjælp af sine synske evner prøver at hjælpe politiet med nye oplysninger i uopklarede drabssager.